# Статический шок
Статический шок (англ. «Static Shock») — американский анимационный телевизионный сериал, основанный на персонаже комиксов Milestone Media и DC Comics Статике. Мультсериал транслировался с 23 сентября 2000 по 22 мая 2004. Он рассказывает о приключениях супергероя-подростка Вёрджила Овидия Хоукинса, который заполучил электромагнетические способности после химического взрыва произошедшего в Дакоте. Он сражается со всевозможными мета-людьми, так называемыми «Детьми взрыва» с помощью своего друга Ричарда Осгуда «Ричи» Фоули, который становится Гиром в 3 сезоне. Изначально находящееся в своем собственном мире, шоу стало частью анимационной вселенной DC со второго сезона.